# Чичеу-Михајешти (Бистрица-Насауд)
Чичеу-Михајешти (рум. Ciceu-Mihăiești) насеље је у Румунији у округу Бистрица-Насауд у општини Чичеу-Михајешти. Oпштина се налази на надморској висини од 250 m.

## Становништво
Према подацима из 2002. године у насељу је живело 931 становника.

### Попис2002.
| Расподела становништва по националности 2002.‍ | Расподела становништва по националности 2002.‍ | Расподела становништва по националности 2002.‍ | Расподела становништва по националности 2002.‍ | Расподела становништва по националности 2002.‍ |
| --------------------------------------------- | --------------------------------------------- | --------------------------------------------- | --------------------------------------------- | --------------------------------------------- |
|                                               |                                               |                                               |                                               |                                               |
| Румуни                                        | Румуни                                        |                                               | 634                                           | 68,1%                                         |
| Мађари                                        | Мађари                                        |                                               | 50                                            | 5,4%                                          |
| Роми                                          | Роми                                          |                                               | 247                                           | 26,5%                                         |